# QUISS
QUISS（クゥイス）とは、モデルをはじめ、スタイリスト・ヘアー&メイクアップアーティスト・デザイナー等のファッション関係者や、カメラマン・映像クリエイター・イラストレーター等のアート関係者、作詞家・作曲家・トラックメイカー・DJ等の音楽関係者で構成された、ガールズクリエイターユニットの名称である。
ユニット名の由来は、QUICK KISSの略で造語。フレンチキスより手軽でより身近なkissで輪を広げていくという意。謎めいた強い女性の集まり。だれからも憧れられるフリーメイソン的な集団になることを望んで命名された。

## 略歴
- 2010年1月、DJ QP、舘谷恵利子、EMIKA(ねむ）、嶋田恵里香の4人からなる「QUISS」プロジェクトとして発足[2][3]。
- 2010年4月、活動を開始。
- 2011年4月16日、QUISS Vol.1開催[4]。
- 2011年5月20日、QUISS Vol.2開催。
- 2011年11月5日、QUISS Vol.3開催。
- 2012年4月28・29日、THE HACIENDA OISO FESTIVALにQUISS DJとして出演。
- 2012年9月21日、南青山VeloursにてQUISSとして初のレギュラーパーティー"RUN, RUBBIT RUN."を開催。

## メンバー
DJ QP（高橋きよこ）
DJ、MODEL。発足メンバーの一人。QUISSのリーダー的存在。毎週末クラブDJとして活動する傍ら、数々のアーティストのサポートDJを務めるなどメジャーワークもこなす。ハイブランドのレセプションやファッションショーの音楽演出、企業のローンチパーティーから毎週末のアンダーグラウンドギグまで、その持ち前の華やかさとSENSEで、イベントをROCK。また音楽活動に加え、ファッションモデル／エヴァンジェリストとしても様々なメディアに登場し、バックヤードでの認知を獲得している。近年『Hotel Costes』 プロデューサー “Stephane Pompougnac” や、『So, Happy in Paris?』オーガナイザー “DJ Michael Canitrot”などの海外ビッグネームとも多数競演を果たし、全国各地はもとより、台湾、シンガポールなど海外のゲストオファーもこなすワールドワイドDJ。
EMIKA
DJ、SINGER、MODEL.発足メンバーの一人。“ねむ” の愛称で、雑誌『nuts』『小悪魔ageha』の専属モデルとして活躍後、2010年、専属モデル卒業と同時に “EMIKA” に改名。同時にDJ・singerとしての活動を始める。
舘谷恵利子
DJ、SINGER、発足メンバーの一人。
嶋田恵里香
DJ、SINGER、発足メンバーの一人。
小田切恵子
MODEL、SINGER、2010年4月より参加。
DJ SACRA（藤田さくら）
DJ、SINGER。幼少の頃よりフォーマルなダンスレッスンを受け、ダンサーとして数々のアワード受賞経験を持つ。彼女のプレイスタイルはHOUSEを軸にTRIBALやTECHな要素も織り交ぜ、オーディエンスと共に “楽しむスタンス” を第一にしたDJパフォーマンスを披露する。都内・横浜などでレギュラーイベントを多数抱え、またゲストDJとしてはALLMIXからTECHNO、ファッションショーや企業レセプションまで、多方面からのオファーを受る。
DJ HERI
DJ。韓国人の父と日本人の母を持ち、多言語を操る。HOUSEを軸に多ジャンルを織り交ぜた選曲で、東京を中心に主要クラブで多くのレギュラーイベントに出演。ラジオのパーソナリティーやMTVのナビゲーターも務める。
DJ MaRia
DJ。HOUSEを軸に、TECHNO・ELECTROを織り交ぜたオリジナリティー溢れるPLAY STYLEが注目を集め、多方面で活躍中。都内主要クラブにて多数レギュラーイベントを持ち、【HOUSE NATION】レジデントDJも務める。トラックメイク・REMIXワーク・サウンドプロデューサーとしての活動も行っている。
畑中奈緒美
DJ、MODEL。QUISSのスポークスマン。活動の幅が広い事もあり、様々な人脈を持つ。現在は【HOUSE NATION】を始め、都内でのビッグパーティー出演や、全国各地からのオファーも多数。また 『Jelly』 『nuts』 『BLENDA』『KATY』 などの人気ファッション誌でのモデルとしての活動や、ファッションショー・広告・カタログなどで活動している。
LX-E
DJ。アリゾナ出身にして脱サラDJ。イベントプロデュースもこなしている。
DJ YURiA
DJ、2012年4月（HACIENDA）より参加。長年にわたりDANCERとして活動の後、培った音楽センス＆スキルを生かしDJのキャリアをスタートさせる。Electro House / Progressive House / Tech Houseを軸に、ダンスパフォーマンスに応じたALLMIX等、ジャンルレスなプレイもマネージメント。“HOUSE NATION” のレジデントDJとしての活動を経て、現在では全国主要クラブやブランドレセプションパーティー、アジア各国からのゲストオファーも急増中である。またボーカルとしての楽曲参加や、TV ・ラジオ・雑誌への出演などの活動も行っている。
DJ Celly
DJ、2012年6月より参加。DJ創成期を支えた大御所DJの父と、ピアニストの祖父から音楽家としての血を受け継いだ DJCELLY。DJ暦2年だが、多様な楽器演奏の経験と音楽セレブとして持った感性を発揮。
DJ NIKKI
DJ、QUISSWORLDメンバー、2012年6月より参加。マレーシア出身。2004年よりDJ活動を開始。

## 作品

### イベント
- QUISS Vol.1（2011年4月16日、XEX日本橋）
QUISS主催のパーテ第1弾。
GUEST DJ:AMIGA/HICO/IZUMI/MILLA 　
QUISS DJ:QP/JUICY/須田朱音/畑中奈緒美/植野ありさ/高橋あゆみ/MARiA
LIVE:舘谷恵利子/嶋田恵里香/EMIKA/小田切恵子
- QUISS Vol.2（2011年5月20日Velours南青山）
QUISS主催のパーテ第2弾。
GUEST DJ:ELIN EKDHAL/TAMRA/SARI
QUISS DJ:QP/SACRA/and more
LIVE:KEIKO ODAGIRI/ANNA & MITSUKI
- QUISS Vol.3（2011年11月5日、XEX日本橋）
QUISS主催のパーテ第3弾。

### 楽曲
- 2GIRLS（2010年4月） - 歌手：舘谷恵利子／作詞：／作曲：
- meaning of LOVE（2010年7月） - 歌手：EMIKA／作詞：／作曲：
- The World Is Not Enough（2010年11月） - 歌手：嶋田恵里香／作詞：／作曲：
- Amazing Grace（2011年2月） - 歌手：小田切恵子／作詞：／作曲：
- LINE（2012年2月） - 歌手：SACRA／作詞：藤田さくら／作曲：